# Nomenclatura geografica giapponese
La nomenclatura geografica giapponese include nomi di luoghi e caratteristiche presenti nelle città e nei paesi del Giappone.

## A livello amministrativo
Molti nomi di città e paesi sono seguiti dalla dicitura che ne identifica il tipo. Ad esempio:
- -ken (県) usato per prefettura; ad esempio, Yamanashi-ken
- -to (都, let. "capitale"), usato unicamente per le capitali di regione; ad esempio, Tōkyō-to
- -fu (府, let. "ufficio" o "area"), grandi città (o "prefetture urbane") così chiamate per ragioni storiche. Ce ne sono solamente due: Ōsaka-fu e Kyōto-fu. Prima di una "riorganizzazione" Tokyo-to era chiamata Tokyo-fu.
- dō (道), un "circuito amministrativo", una divisione semi-arcaica ormai poco diffusa. Nell'attualità l'unica nomenclatura ancora utilizzata è Hokkaidō, ma termini come Tōkaidō (la parte sud-est del Giappone) rimangono comunque molto usati.

Per via dei quattro suffissi sopra elencati, le prefetture del Giappone sono spesso chiamate todōfuken (都道府県, provincia). Inoltre, più in basso rispetto a una prefettura esistono:
- -gun (郡), ovvero distretto, di solito rurale. Il servizio postale giapponese e altre fonti lo traducono come paese.
- -shi (市), ovvero città
- -ku (区), una "frazione" o "quartiere" della città; ad esempio Naka-ku (un quartiere di Hiroshima). I 23 quartieri speciali di Tokyo sono separati fra loro e possono essere visti come città a sé.
- -machi o -chō (町), una cittadina. Possono essere o meno parte di una più grande città. Molte cittadine sono spesso confondibili come quartieri.
- -mura o -son (村), un villaggio; ad esempio, Kamikuishiki-mura.

## Direzione
Molti nomi contengono suffissi che indicano una direzione
- chūō (中央) o naka- (中) - centrale; ad esempio, Yokosuka-chūō, Naka-Okachimachi
- higashi (東) - est
- kita (北) - nord; ad esempio, Kita-ku, letteralmente "quartiere nord"
- minami (南) - sud
- nishi (西) - ovest
- u (右) ("destra") e sa (左) ("sinistra"), direzioni relative al Palazzo imperiale di Kyoto (e dal punto di vista dell'Imperatore, che guarda a sud, così che sa diviene "est" ed u diviene "ovest"); ad esempio, Sakyō-ku, Ukyō-ku

## Relazione
Altri nomi contengono suffissi che indicano la relazione di un insediamento con un altro che ha lo stesso nome od uno simile:
- hon o moto (本) - l'originale; ad esempio, Fuchu Honmachi; Moto Hachiōji
- shin (新) - nuovo

## Caratteristiche geografiche
Le caratteristiche geografiche sono presenti spesso nei nomi dei luoghi giapponesi. Sono esempi
- hama(浜) ovvero spiaggia; ad esempio Hamamatsu
- hantō (半島) ovvero penisola; ad esempio, Izu Hanto
- ishi (石) o iwa (岩) ovvero rocca; ad esempio, Prefettura di Ishikawa; Prefettura di Iwate
- izumi (泉) ovvero sorgente
- kaikyō (海峡) ovvero stretto; ad esempio, Bungo-kaikyō
- kawa o gawa (川 o 河) cioè fiume; ad esempio, Asakawa
- ko (湖) cioè lago; ad esempio, Biwa-ko, Kizaki-ko
- nada (灘) cioè mare
- oka (岡) ovvero collina; per esempio, Fukuoka
- saki (崎) o misaki (岬) ovvero promontorio; come ad esempio, Miyazaki
- san o zan (山) che sta per montagna; Aso-san
- sawa o zawa (沢) cioè ruscello; esempio, Mizusawa (Iwate)
- shima o jima (島) o anche tō cioè isola; Ieshima, Iwo Jima, Okinawa Honto
- tani o dani (谷) che significa valle
- wan (湾) cioè baia; come Sagami-wan
- yama (山) cioè montagna; ad esempio, Yamanashi

## Mondo Naturale
Ci sono altri suffissi che identificano elementi naturali o agricoli che appaiono spesso in nomi di luoghi:
- ki o -gi (木), albero; esempio, Prefettura di Tochigi
- matsu (松), albero di pino; esempio, Takamatsu
- mori (森), foresta; esempio, Prefettura di Aomori
- sugi (杉) cioè albero di cryptomeria; è un esempio Suginami
- ta o -da (田) cioè risaia; ad esempio Ōda